# Mesoleius mollator
Mesoleius mollator là một loài tò vò trong họ Ichneumonidae.